# Терра-Нова (національний парк)
 Національний парк Терра-Нова  (англ. Terra Nova National Park, фр. Parc national de Terra-Nova) — канадський національний парк в провінції Ньюфаундленд і Лабрадор, заснований в 1957 році. Парк розташований на північ від містечка Порт-Бленфорд та покриває площу 400 кв. км.
У перекладі з латинської мови, Терра-Нова означає «Новий Край».
На острові Ньюфаундленд та в парку живе 14 родів тварин, багато з яких було завезено. Фауна парку включає лосів, зайців американських (англ. Snowshoe Hare), вивірок звичайних, чорнохвостих та білохвостих оленів і норок.

## Клімат
Парк знаходиться у зоні, котра характеризується вологим континентальним кліматом з теплим літом. Найтепліший місяць — серпень із середньою температурою 16.4 °C (61.6 °F). Найхолодніший місяць — січень, із середньою температурою -6.9 °С (19.6 °F).
| Клімат парку Терра-Нова | Клімат парку Терра-Нова | Клімат парку Терра-Нова | Клімат парку Терра-Нова | Клімат парку Терра-Нова | Клімат парку Терра-Нова | Клімат парку Терра-Нова | Клімат парку Терра-Нова | Клімат парку Терра-Нова | Клімат парку Терра-Нова | Клімат парку Терра-Нова | Клімат парку Терра-Нова | Клімат парку Терра-Нова | Клімат парку Терра-Нова |
| Показник                | Січ.                    | Лют.                    | Бер.                    | Квіт.                   | Трав.                   | Черв.                   | Лип.                    | Серп.                   | Вер.                    | Жовт.                   | Лист.                   | Груд.                   | Рік                     |
| Абсолютний максимум, °C | 12,5                    | 14,5                    | 16,5                    | 23                      | 28,5                    | 32,2                    | 33                      | 34                      | 28,5                    | 24                      | 19,4                    | 16,1                    | 34                      |
| Середній максимум, °C   | −2,5                    | −2,2                    | 1,1                     | 6,3                     | 12,3                    | 17                      | 21,7                    | 21,6                    | 16,7                    | 10,5                    | 5                       | −0,1                    | 9                       |
| Середня температура, °C | −6,9                    | −6,8                    | −3,2                    | 2,2                     | 7,3                     | 11,6                    | 16,2                    | 16,4                    | 12                      | 6,7                     | 1,6                     | −3,7                    | 4,4                     |
| Середній мінімум, °C    | −11,3                   | −11,5                   | −7,5                    | −2                      | 2,2                     | 6,1                     | 10,6                    | 11,2                    | 7,2                     | 2,8                     | −1,8                    | −7,4                    | −0,1                    |
| Абсолютний мінімум, °C  | −27,8                   | −27,5                   | −28,5                   | −18                     | −9,4                    | −3,9                    | 1                       | −2                      | −5                      | −8                      | −16,5                   | −22,8                   | −28,5                   |
| Норма опадів, мм        | 110.8                   | 118.4                   | 103.2                   | 91.3                    | 82.3                    | 102.7                   | 98.5                    | 88                      | 119.4                   | 105.5                   | 97.4                    | 116                     | 1233.3                  |
| Днів з опадами          | 13                      | 12,5                    | 13,8                    | 13,3                    | 16,2                    | 14,8                    | 14                      | 14,2                    | 15                      | 16,1                    | 15,5                    | 15,1                    | 173,6                   |
| Днів з дощем            | 4                       | 4,9                     | 7,9                     | 12,4                    | 17,1                    | 17,6                    | 15,4                    | 14,8                    | 17,3                    | 17,6                    | 13,5                    | 7,7                     | 150,2                   |
| Днів зі снігом          | 9,5                     | 9,4                     | 7,7                     | 4,5                     | 1                       | 0,2                     | 0                       | 0                       | 0                       | 0,7                     | 3,5                     | 9,4                     | 45,9                    |
| ----------------------- | ----------------------- | ----------------------- | ----------------------- | ----------------------- | ----------------------- | ----------------------- | ----------------------- | ----------------------- | ----------------------- | ----------------------- | ----------------------- | ----------------------- | ----------------------- |
| Джерело: Weatherbase    |                         |                         |                         |                         |                         |                         |                         |                         |                         |                         |                         |                         |                         |